# Tayeb Bouzid
Tayeb Bouzid, né le 3 février 1955 à Taxlent, dans la wilaya de Batna, est un homme politique algérien. Il est le ministre de l'Enseignement supérieur et de la Recherche scientifique du 1er avril 2019 au 2 janvier 2020,.

## Biographie
Bouzid est né à Taxlent, dans la Wilaya de Batna.
Diplômé de l'Université de Washington et titulaire d'un doctorat d'État de l'Université Batna 1, il a été recteur de l'Université de Batna 2 -Mostefa Ben Boulaid (2015-2019) et vice-recteur chargé des relations extérieures, de la coopération et de la communication (2012-2015). Il a été membre de la commission pédagogique nationale et vice-recteur chargé de la pédagogie (2000-2006). Il a été membre du comité pédagogique national de génie civil (CPN) (1992-1994),  à la tête de l'Institut de l'hydraulique (1992-1994) et directeur adjoint chargé des Etudes INES Génie Civil (1986-1990).